# 아연공기전지

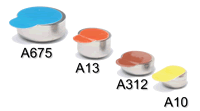

아연공기전지(Zinc–air battery)는 리튬이온전지를 대체할 것으로 주목받는 차세대 1차 전지 중 하나로, 20여년 전부터 연구되어 왔으며, 과거 미군의 군용 배터리로 사용되었으나 현재는 사용되지 않고있다.
아연공기전지는 리튬이온전지보다 폭발 위험이 적기 때문에 미국, 이스라엘 등에서 군사용으로 사용되는 제품으로서, 그동안 미국 일렉트로 퓨얼셀사가 독점생산해 왔지만 현재 생산은 중단되었다.
아연공기전지는 전극물질인 아연 금속이 방전됨에 따라 표면부터 생성되는 수산화아연이 저항으로 작용한다. 이 때문에 전지 성능이 저하되고 부피가 팽창해 아연 분말 슬러리의 유동성을 저해해 전지의 성능이 떨어지는 단점이 있다.

## 역사
1868년 Leclache가 제작한 전지의 일부는 철도신호와 전신기의 전원용으로 사용되었다. 이 전지의 구성은 아말감화된 아연을 음극으로 사용하고 양극으로는 카본분말과 이산화망간의 혼합물을 사용하였다. 이것들을 항아리에 넣은 다음, 전해액인 NH4Cl수용액을 붓고 전지를 제작하였다. 전지를 사용하는 과정 중에 Leclache는 전해액이 항아리의 절반가량 채워져 양극의 윗부분이 습한 상태로 유지되었을 때가 전해액으로 완전히 잠겼을 때보다 전지의 성능이 우수하다는 사실을 발견했다. 이는 대기가 양극에 어떠한 영향을 미친다는 것을 의미 하였으며, 이와 같은 현상으로부터 Leclache는 무의식적으로 공기-아연 전지를 발명하였다. 또한, Maiche는 Leclache가 만든 전지에 이산화망간을 제거하고 Pt를 카본분말에 첨가함으로써 최초로 순수한 공기-아연전지를 발명하였다.
1932년 Heise 등은 최초로 알칼리 전액을 사용한 공기-아연전지를 제작하였는데 paraffin wax를 다공성 공기전극의 탄소분말에 소량 코팅시켜 전해액이 공기전극을 완전히 적셔지고, 범람(flooding)현상을 어느 정도 방지 할 수 있었다. 이런 형태의 전지가 미국의 Union Carbide Company에 의해서 상품화되었고 이 전지의 공기전극은 외부의 공기가 전극으로 유입될 때 제약을 받아 상대적으로 낮은 방전 전류에서만 성능을 발휘할 수 있었다. 즉, 이 전지는 paraffin wax로 탄소 분말을 코팅한 결과, 저 전류 방전에서만 효과적이었고 고 전류 방전에서는 전해액에 접하고 있는 공기전극의 세공 내 산소가 결핍되면 전해액은 공간내로 흘러서 전극을 범람 시키는 단점을 갖고 있었다.
1950년경에 미국의 National Carbon Company는 보청기전원용 소형 공기-아연전지를 개발하여 상품화했다. 이 전지의 전해액은 고정화된 상태로 사용되었으며 vinyl plastic case로 조립되었고 air hole은 접착성 tape로 밀봉하여 사용할 때에 제거하도록 고안되었다. 용량은 400mAh로 상품화된 최초의 공기-아연 전지로 기록 되었다.

## 반응식
아연공기전지의 기본적인 화학반응식은 다음과 같다.
- 양극: Zn + 4OH− → Zn(OH)42− + 2e− (E0 = －1.25 V)

- Fluid: Zn(OH)42− → ZnO + H2O + 2OH−

- 음극: 1/2 O2 + H2O + 2e− → 2OH− (E0 = 0.40 V pH＝11)

- 전체반응식: 2Zn + O2 → 2ZnO (E0 = 1.65 V)

## 구성
아연공기전지는 기본적으로 알카라인 전지의 구성을 가지고 있으나, 양극에 사용되는 활물질로 공기 중의 산소가 사용되는 차이점이 있다.
양극은 외부로부터 순서적으로 diffusion layer, current collecting layer(집전체), catalytically active layer 3개의 층으로 구성되는데, 그 중 diffusion layer를 통해 공기가 유입되며 전지내부에 있는 용매인 물이 배출되는 것을 막아준다.
내부의 current collecting layer(집전체)는 전류가 공급되는 경로이며 외부로부터 유입된 공기 중에 포함된 산소와 전해질 내의 물이 catalytical active layer에서 만나 수산화이온을 형성하는 반응이 일어난다.
수산화이온이 분리막을 통해 이동하여 아연 음극과 만나게 되어 산화아연을 형성하는 원리이다. 촉매층의 물질로서 일차전지에 사용되었던 이산화망간 또는 유사물질들이 사용된다. 위 반응식에서 이론상 전지전압은 1.65V이지만, 개방회로전압에서 1.45V로 떨어지며, 실제 방전 시에는 1.35V 이하로 공급된다.

## 특성
화석연료의 사용으로 인하여 생성된 질소산화물이나 이산화탄소 등이 지구 온난화 현상의 주범으로 지목되면서부터 친환경 에너지에 관심이 집중되고 있다. 하지만 풍력, 파력, 지열, 태양에너지 등은 기존의 화석연료에 의한 전력을 대체하기에는 현실적인 한계가 있다. 따라서 친환경적이면서 현재의 에너지시스템을 유지할 수 있는 연료전지 분야가 대두되고 있다. 연료전지는 산화 가능한 화학물질인 수소, 알코올, 수소화합물, 금속 등의 산화반응을 통해서 에너지를 생산하는 방식의 전기화학전지로서 오염물질이 거의 배출되지 않는 청정한 차세대 에너지원으로의 유용성이 높기 때문에 전극물질의 개발이나 구조개선 등을 통하여 효율을 개선하고자 하는 연구가 진행되어 왔다. 그러나 수소를 연료로 사용하는 대부분의 연료전지는 수소를 제조하는 비용문제가 걸림돌로 작용하고 있다. 이에 비해서 금속-공기전지는 금속을 연료로 사용하기 때문에 수소연료전지에 비해서 가격이 저렴하고 출력밀도가 높고 수용성의 전해질을 사용하기 때문에 화학안정성 면에서 우수한 것으로 알려져 있다.
금속 공기 전지 중에서도 아연금속-공기전지(이하 ZAFC)는 미국의 Lawrence Livermore National Laboratory(LLNL)에서 최초 개발되었고 미국의 power air, 중국의 powerzinc, 그리고 이스라엘의 electric fuel사에서 주도하고 있다. ZAFC는 기체 및 액체를 연료로서 사용하는 다른 연료전지와는 달리 금속아연을 연료로 사용한다. 아연과 전해질을 공기(산소)와 전기화학반응시켜 발생하는 전기를 활용하는 것인데 대기환경 오염의 주범인 이산화탄소가 생성되지 않고, 금속인 아연의 전자 발생률이 높기 때문에 타 연료전지에 비하여 출력밀도가 높다. ZAFC는 다른 연료전지와 기존의 리튬 2차 전지, Ni/Cd전지, 연축지에 비해 에너지 고밀도이며, 탄화수소를 개질하여 이산화탄소 배출하는 일부 다른 연료전지 및 유기 전해질을 사용하는 리튬전지와 비교해 수용성 전해질을 사용하므로 안전성 면에서도 뛰어나다. ZAFC는 백금을 사용하는 PEMFC(고체고분자형연료전지)에 비하여 가격이 저렴하고, 수소등의 폭발성 가스를 사용하지 않기 때문에 상대적으로 안정된다고 말할 수 있다. 또한, ZAFC는 cathode의 재활용이 가능하며 대기 중의 산소가 일정하게 cathode의 기공을 통해 공금되어 Zn입자가 모두 ZnO로 산화되기까지 발전이 가능하다. ZAFC는 이론적으로 OCV가 1.65V로서 여타 연료전지에 비하여 에너지밀도가 상대적으로 높다고 할 수 있다.

## 구조
1)1차 전지
1차 ZAFC는 크기가 작은 소형 버튼형 전지부터 크기가 큰 대형 전지까지 다양한 크기로 존재한다. 소형 전지로 사용되는 대표적인 예는 보청기이며, 중형이나 대형 크기의 ZAFC는 원격 측정장치나 호출기 같은 장치에 사용되기도 한다.
버튼형 전지의 경우 원형 셀의 형태로 그 내부에는 아연, 분리막, 전해질 3가지가 존재하며 공기가 출입할 수 있는 외부 출입구가 존재하는 구조이다. 전지에 음극으로 전해질과 혼합하여 겔화시킨 아연을 사용하며. 양극으로 사용하는 산소를 얻기 위해 버튼형의 덮개에 촉매를 포함한 3층구조가 위치한다. 양극과 음극 사이에는 격리막이 존재하며 많은 에너지를 제공하기 위해 아연이 큰 부피를 차지하고 있다. 양극캔에 작은 직경의 구멍이 있으며 장시간 낮은 출력이 필요한 보청기용 전지는 1개의 구멍이 있다. 각형의 구조도 있으며 이는 한 쪽 벽면을 양극으로 이용하여 공기가 통할 수 있게 만들고 양극이 존재하는 쪽을 분리막을 부착하여 분리한 후 음극으로 아연을 사용하여 내부를 전부 채운 형태이다. 일차전지는 자체부식을 억제하는 방식제를 포함하고 있으며 전지의 작동을 방지하기 위해서 공기 통로를 봉합한 상태로 보관하고 사용시에 봉합을 제거한다. 작동 개시된 전지는 계속적이고 자발적인 활물질의 소모가 진행되므로 전류공급을 개시한 이후로의 사용시간은 제한되어 있다.

2)기계적으로 충전 가능한 전지
이 전지는 기본적으로 일차전지와 동일하며 다만 전지의 연속적 사용을 위해서 전지를 신속하게 교체하는 방식을 이용하거나 연료에 해당하는 아연을 음극에 지속적으로 제공하는 방식이 이용된다. 전지의 가운데에 있는 방전된 음극을 제거하고 새로운 음극으로 교체하면 다시 사용할 수 있다. 전지의 구조가 단순하여 교체가 쉬운 구조가 특징이다. 현재 사용하고 있는 일반적인 전극의 구조는 아연을 슬러리 형태로 이용한다. 이는 일반적인 알카라인 전지에서도 볼 수 있는 보편적인 형태이다. 기계적으로 충전되는 전지는 전해질을 주입하지 않고 보관하여 전지의 보존기간을 길게 할 수도 있다. 전지의 수명에 제한 받지 않는 방법으로 슬러리 형태의 아연을 음극에 지속적으로 공급하는 연료전지 형태도 가능한 방식이다.

3) 2차 전지
일차전지의 높은 에너지 용량을 연속적으로 활용하고, 기계적-충전 전지에서의 탈착에 대한 번거로움은 전기적 충전이 가능한 2차 전지의 개발로서 해결할 수 있다. 다만 2차 전지는 아연의 부식으로 인해 발생하는 문제점이나 방전방응 및 충전반응의 비가역성, 자발적으로 생성되는 전해질 내의 carbonate, 용매인 물의 감소, 저항증가 등 문제점들에 기인한 방해요인이 있어서 사이클 수명이 긴 전지를 만드는 데에 아직 제약이 있다. 특히 충방전에 관여하는 산소환원반응인 oxygen reduction reation(ORR)과 부식반응에 해당하는 수소생성반응의 hydrogen evolution reaction(HER)이 성능에 영향을 많이 주므로 이 두 가지 반응의 특징을 개선해야 한다. ORR은 염기성 전해질에서는 다음과 같이 반응이 진행된다.
{\displaystyle {\ce {{O2}+ {H2O}+ 4e^- -> 4OH^-}}}
{\displaystyle {\ce {{O2}+{H2O}+2e^{-}->{HO2^{-}}+OH^{-}}}}
{\displaystyle {\ce {{HO2^{-}}+{H2O}+2e^{-}->3OH^{-}}}}
이 반응에서 발생하는 OH-가 음극인 아연과 반응하여 zinc hydroxide를 형성하며 연속하여 금속산화물로변이한다. HER은 아연의 부식에 의해 발생하는 잉여전자가 물과 반응하여 발생하며 이 반응은 전지용량을 줄이며 전지의 보존기간을 단축한다. 전지구조의 개선을 위해, 버튼형 중에서 음극으로 사용하는 아연을 가운데 두고 양극용 공기전극을 음극의 양쪽에 두어서 2개의 양극이 존재하는 전지의 형태도 존재한다.

## 같이 보기
- 리튬공기전지
- 마그네슘공기전지